# 甲洞 (电影)
《甲洞》（英語：Kepong Gangster）是一部2012年马来西亚剧情动作片，许亮宇、谢佳见、廖语晴领衔主演，戴祖雄、原腾聯合演出。
本片是马来西亚首部华裔黑帮电影。

## 演员表
| 演員   | 角色   | 備註 |
| ------ | ------ | --- |
| 许亮宇 | 阿忠   | 39帮会的人 個性：为人忠诚、有责任感、不抢风头、为了兄弟可以不惜一切代价 火山哥手下 彤彤男朋友                   |
| 谢佳见 | 阿海   | 39帮会的人 個性：聪明、为了上位可以不择手段、为人贪婪、知错但不悔改、心胸狭窄、但十分重感情 火山哥手下 大嫂情人 |
| 戴祖雄 | 潮州仔 | 39帮会的人 個性：胆小怕事、思想单纯 火山哥手下                                                                  |
| 黄竞辉 | Billy  | 39帮会的人 個性：为人火爆冲动 火山哥手下 Cindy男朋友                                                            |
| 廖语晴 | 大嫂   | 39帮会的大嫂 個性：强悍、爱恨分明 火山哥老婆 阿海情人                                                           |
| 钟佳恩 | 彤彤   | 大学生 個性：温柔、善良 阿忠女朋友 Cindy闺蜜 被火山哥强奸                                                       |
| 林莉帏 | Cindy  | 啦啦妹 個性：温柔、善良 彤彤闺蜜 Billy女朋友                                                                    |
| 曾潍山 | 黑龙   | 27帮会的大老 個性：不择手段 与火山哥势不两立                                                                    |
| 黄得伟 | 火山哥 | 39帮会的大老 個性：为人狡猾、火爆、好色 阿忠、阿海、潮州仔、Billy、文彬的大老 强奸彤彤                          |

## 制作
电影于2012年2月9日于吉隆坡开镜，预计耗时1个月完成。此前电影曾预计将于2011年12月12日开拍，但是因为天气因素被迫延期至2012年2月9日开镜，本片是马逸腾首次執導。
马逸腾表示本片是馬來西亞不常見的類型，而且是一部很有馬來西亞特色的一部電影。

### 幕后花絮
电影中謝佳見和廖語晴有激情戲，廖語晴在《甲洞》中飾演黑道大嫂，並在片中一場開車戲，直接從後座撲上駕駛座強吻謝佳見，場面十分激情大膽為了這些激情戲，廖語晴上陣前還狂嚼口香糖，就怕自己口氣不佳。而當問到謝佳見拍攝時有無起生理反應他則害羞地說：當時還真的有一點讓廖語晴笑開懷，大呼當時真的不知道他原來有感覺